# Temporada 1966 de Fórmula 1
La Temporada 1966 de Fórmula 1 fue la 17.ª del Campeonato Mundial de Fórmula 1 de la FIA. Se disputó entre el 22 de mayo y el 26 de octubre. El campeonato consistió en 9 carreras.
Jack Brabham ganó su tercer y último Campeonato de Pilotos. Brabham ganó su primer Campeonato de Constructores.

## Resumen de la temporada
Esta fue la primera temporada con motores de 3 litros, duplicando la capacidad de las temporadas anteriores. Los coches que completaran menos del 90% de la distancia de carrera no recibirían puntos; la distancia de carrera máxima se redujo de 500 kilómetros a 400.
Jack Brabham ganó su tercer y último título del Campeonato de Pilotos al volante de un monoplaza con su propio nombre, siendo el único campeón en hacerlo. También fue la primera vez que un monoplaza no europeo ganaba el campeonato.
A pesar de que Brabham y su compañero de escudería, el neozelandés Denny Hulme se retiraran del primer Gran Premio de la temporada (Mónaco), Brabham ganaría en Francia (su primera victoria desde 1960) y en los tres siguientes Grandes Premios, asegurando virtualmente el campeonato de pilotos al computarse solo los 5 mejores resultados.
El campeón de 1964 John Surtees, fue el otro piloto que consiguió ganar más de una carrera, aunque con distintos equipos, al vencer en Bélgica al volante de un Ferrari y tras su salida debido a las desavenencias ocurridas durante las 24 Horas de Le Mans de 1966, ganó la última carrera del año, en México, pilotando un Cooper-Maserati.

## Escuderías y pilotos
| Escudería                   | Chasis  | Chasis     | Motor                                  | Tyre | Piloto               | Rondas      |
| --------------------------- | ------- | ---------- | -------------------------------------- | ---- | -------------------- | ----------- |
| Bruce McLaren Motor Racing  | McLaren | M2B        | Ford 406 3.0 V8                        | F    | Bruce McLaren        | 1, 8–9      |
| Bruce McLaren Motor Racing  | McLaren | M2B        | Serenissima M166 3.0 V8                | F    | Bruce McLaren        | 2, 4–5      |
| Team Lotus                  | Lotus   | 33         | Climax FWMV 2.0 V8                     | F    | Jim Clark            | 1–6         |
| Team Lotus                  | Lotus   | 33         | Climax FWMV 2.0 V8                     | F    | Geki                 | 7           |
| Team Lotus                  | Lotus   | 33         | Climax FWMV 2.0 V8                     | F    | Peter Arundell       | 8           |
| Team Lotus                  | Lotus   | 33         | Climax FWMV 2.0 V8                     | F    | Pedro Rodríguez      | 3, 9        |
| Team Lotus                  | Lotus   | 43 33      | BRM P75 3.0 H16 BRM P60 2.0 V8         | F    | Pedro Rodríguez      | 8           |
| Team Lotus                  | Lotus   | 43 33      | BRM P75 3.0 H16 BRM P60 2.0 V8         | F    | Peter Arundell       | 2–7, 9      |
| Team Lotus                  | Lotus   | 43 33      | BRM P75 3.0 H16 BRM P60 2.0 V8         | F    | Jim Clark            | 7–9         |
| Team Lotus                  | Lotus   | 44         | Ford Cosworth SCA 1.0 L4               | D    | Gerhard Mitter       | 6           |
| Team Lotus                  | Lotus   | 44         | Ford Cosworth SCA 1.0 L4               | D    | Pedro Rodríguez      | 6           |
| Team Lotus                  | Lotus   | 44         | Ford Cosworth SCA 1.0 L4               | D    | Piers Courage        | 6           |
| Reg Parnell Racing          | Lotus   | 33         | BRM P60 2.0 V8                         | F    | Mike Spence          | Todas       |
| Reg Parnell Racing          | Ferrari | 246        | Ferrari 228 2.4 V6                     | F    | Giancarlo Baghetti   | 7           |
| Brabham Racing Organisation | Brabham | BT19 BT20  | Repco 620 3.0 V8                       | G    | Jack Brabham         | Todas       |
| Brabham Racing Organisation | Brabham | BT19 BT20  | Repco 620 3.0 V8                       | G    | Denny Hulme          | 3–9         |
| Brabham Racing Organisation | Brabham | BT22       | Climax FPF 2.8 L4                      | G    | Denny Hulme          | 1–2         |
| Brabham Racing Organisation | Brabham | BT22       | Climax FPF 2.8 L4                      | G    | Chris Irwin          | 4           |
| Cooper Car Company          | Cooper  | T81        | Maserati 9/F1 3.0 V12                  | D    | Richie Ginther       | 1–2         |
| Cooper Car Company          | Cooper  | T81        | Maserati 9/F1 3.0 V12                  | D    | Jochen Rindt         | Todas       |
| Cooper Car Company          | Cooper  | T81        | Maserati 9/F1 3.0 V12                  | D    | Chris Amon           | 3           |
| Cooper Car Company          | Cooper  | T81        | Maserati 9/F1 3.0 V12                  | D    | John Surtees         | 3–9         |
| Cooper Car Company          | Cooper  | T81        | Maserati 9/F1 3.0 V12                  | D    | Moisés Solana        | 9           |
| Owen Racing Organisation    | BRM     | P261 P83   | BRM P60 2.0 V8 BRM P75 3.0 H16         | D    | Graham Hill          | Todas       |
| Owen Racing Organisation    | BRM     | P261 P83   | BRM P60 2.0 V8 BRM P75 3.0 H16         | D    | Jackie Stewart       | 1–2, 4–9    |
| R.R.C. Walker Racing Team   | Brabham | BT11       | BRM P60 2.0 V8                         | D    | Jo Siffert           | 1           |
| R.R.C. Walker Racing Team   | Cooper  | T81        | Maserati 9/F1 3.0 V12                  | D    | Jo Siffert           | 2–5, 7–9    |
| DW Racing Enterprises       | Brabham | BT11       | Climax FPF 2.8 L4                      | F    | Bob Anderson         | 1, 3–7      |
| Scuderia Ferrari SpA SEFAC  | Ferrari | 246 312/66 | Ferrari 228 2.4 V6 Ferrari 218 3.0 V12 | F D  | Lorenzo Bandini      | 1–3, 5–8    |
| Scuderia Ferrari SpA SEFAC  | Ferrari | 246 312/66 | Ferrari 228 2.4 V6 Ferrari 218 3.0 V12 | F D  | John Surtees         | 1–2         |
| Scuderia Ferrari SpA SEFAC  | Ferrari | 246 312/66 | Ferrari 228 2.4 V6 Ferrari 218 3.0 V12 | F D  | Mike Parkes          | 3, 5–7      |
| Scuderia Ferrari SpA SEFAC  | Ferrari | 246 312/66 | Ferrari 228 2.4 V6 Ferrari 218 3.0 V12 | F D  | Ludovico Scarfiotti  | 6–7         |
| Anglo-Suisse Racing Team    | Cooper  | T81        | Maserati 9/F1 3.0 V12                  | F    | Joakim Bonnier       | 1–2, 5–9    |
| Anglo-Suisse Racing Team    | Brabham | BT22 BT7   | Climax FPF 2.8 L4 Climax FWMV 2.0 V8   | F    | Joakim Bonnier       | 3–4         |
| Team Chamaco Collect        | BRM     | P261       | BRM P60 2.0 V8                         | G    | Bob Bondurant        | 1–2, 4, 6–7 |
| Team Chamaco Collect        | BRM     | P261       | BRM P60 2.0 V8                         | G    | Vic Wilson           | 2           |
| Phil Hill                   | Lotus   | 25         | Climax FWMV 2.0 V8                     | F    | Phil Hill            | 1           |
| Phil Hill                   | McLaren | M2B        | Ford 406 3.0 V8                        | F    | Phil Hill            | 2           |
| Guy Ligier                  | Cooper  | T81        | Maserati 9/F1 3.0 V12                  | D    | Guy Ligier           | 1–6         |
| Anglo American Racers       | Eagle   | Mk1        | Climax FPF 2.8 L4                      | G    | Dan Gurney           | 2–6, 9      |
| Anglo American Racers       | Eagle   | Mk1        | Climax FPF 2.8 L4                      | G    | Phil Hill            | 7           |
| Anglo American Racers       | Eagle   | Mk1        | Climax FPF 2.8 L4                      | G    | Bob Bondurant        | 8           |
| Anglo American Racers       | Eagle   | Mk1        | Weslake 58 3.0 V12                     | G    | Dan Gurney           | 7–8         |
| Anglo American Racers       | Eagle   | Mk1        | Weslake 58 3.0 V12                     | G    | Bob Bondurant        | 9           |
| David Bridges               | Brabham | BT11       | BRM P60 2.0 V8                         | G    | John Taylor          | 3–6         |
| Shannon Racing Cars         | Shannon | SH1        | Climax FPE 3.0 V8                      | D    | Trevor Taylor        | 4           |
| J.A. Pearce Engineering Ltd | Cooper  | T73        | Ferrari Tipo 168 3.0 V12               | D    | Chris Lawrence       | 4, 6        |
| Caltex Racing Team          | Brabham | BT18       | Ford Cosworth SCA 1.0 L4               | D    | Kurt Ahrens, Jr.     | 6           |
| Tyrrell Racing Organisation | Matra   | MS5        | BRM P80 1.0 L4                         | D    | Hubert Hahne         | 6           |
| Tyrrell Racing Organisation | Matra   | MS5        | Ford Cosworth SCA 1.0 L4               | D    | Jacky Ickx           | 6           |
| Roy Winkelmann Racing       | Brabham | BT18       | Ford Cosworth SCA 1.0 L4               | D    | Hans Herrmann        | 6           |
| Roy Winkelmann Racing       | Brabham | BT18       | Ford Cosworth SCA 1.0 L4               | D    | Alan Rees            | 6           |
| Matra Sports                | Matra   | MS5        | Ford Cosworth SCA 1.0 L4               | D    | Jo Schlesser         | 6           |
| Matra Sports                | Matra   | MS5        | Ford Cosworth SCA 1.0 L4               | D    | Jean-Pierre Beltoise | 6           |
| Silvio Moser                | Brabham | BT16       | Ford Cosworth SCA 1.0 L4               | D    | Silvio Moser         | 6           |
| Honda R & D Company         | Honda   | RA273      | Honda RA273E 3.0 V12                   | G    | Richie Ginther       | 7–9         |
| Honda R & D Company         | Honda   | RA273      | Honda RA273E 3.0 V12                   | G    | Ronnie Bucknum       | 8–9         |
| Chris Amon Racing           | Brabham | BT11       | BRM P60 1.9 V8                         | D    | Chris Amon           | 7           |
| Bernard White Racing        | BRM     | P261       | BRM P60 1.9 V8                         | D    | Innes Ireland        | 8–9         |

- Sobre fondo rosa, los participantes de Fórmula 2 que disputaron el Gran Premio de Alemania de 1966

## Resultados
| Carrera                           | Fecha           | Circuito           | Piloto ganador      | Constructor ganador | Resultados |
| --------------------------------- | --------------- | ------------------ | ------------------- | ------------------- | ---------- |
| Gran Premio de Mónaco             | 22 de mayo      | Mónaco             | Jackie Stewart      | BRM                 | Resultados |
| Gran Premio de Bélgica            | 12 de junio     | Spa-Francorchamps  | John Surtees        | Ferrari             | Resultados |
| Gran Premio de Francia            | 3 de julio      | Reims-Gueux        | Jack Brabham        | Brabham-Repco       | Resultados |
| Gran Premio de Gran Bretaña       | 16 de julio     | Brands Hatch       | Jack Brabham        | Brabham-Repco       | Resultados |
| Gran Premio de los Países Bajos   | 24 de julio     | Zandvoort          | Jack Brabham        | Brabham-Repco       | Resultados |
| Gran Premio de Alemania           | 7 de agosto     | Nürburgring        | Jack Brabham        | Brabham-Repco       | Resultados |
| Gran Premio de Italia             | 4 de septiembre | Monza              | Ludovico Scarfiotti | Ferrari             | Resultados |
| Gran Premio de los Estados Unidos | 2 de octubre    | Watkins Glen       | Jim Clark           | Lotus-BRM           | Resultados |
| Gran Premio de México             | 23 de octubre   | Hermanos Rodríguez | John Surtees        | Cooper-Maserati     | Resultados |

## Clasificaciones

### Sistema de puntuación
- Puntuaban los seis primeros de cada carrera.
- Para el campeonato de pilotos solo se contabilizaban los cinco mejores resultados obtenidos por cada competidor.
- Para el campeonato de constructores, sumaba el mejor clasificado, aunque sea equipo privado.

| Posición | 1.º | 2.º | 3.º | 4.º | 5.º | 6.º |
| Puntos   | 9   | 6   | 4   | 3   | 2   | 1   |

### Campeonato de Pilotos
| Pos.                                                                                    | Piloto               | MON | BEL | FRA | GBR | NED | GER  | ITA | USA | MEX | Puntos  |
| --------------------------------------------------------------------------------------- | -------------------- | --- | --- | --- | --- | --- | ---- | --- | --- | --- | ------- |
| 1                                                                                       | Jack Brabham         | Ret | (4) | 1   | 1   | 1   | 1    | Ret | Ret | 2   | 42 (45) |
| 2                                                                                       | John Surtees         | Ret | 1   | Ret | Ret | Ret | 2    | Ret | 3   | 1   | 28      |
| 3                                                                                       | Jochen Rindt         | Ret | 2   | 4   | (5) | Ret | 3    | 4   | 2   | Ret | 22 (24) |
| 4                                                                                       | Denny Hulme          | Ret | Ret | 3   | 2   | Ret | Ret  | 3   | Ret | 3   | 18      |
| 5                                                                                       | Graham Hill          | 3   | Ret | Ret | 3   | 2   | 4    | Ret | Ret | Ret | 17      |
| 6                                                                                       | Jim Clark            | Ret | Ret | DNS | 4   | 3   | Ret  | Ret | 1   | Ret | 16      |
| 7                                                                                       | Jackie Stewart       | 1   | Ret |     | Ret | 4   | 5    | Ret | Ret | Ret | 14      |
| 8                                                                                       | Mike Parkes          |     |     | 2   |     | Ret | Ret  | 2   |     |     | 12      |
| =                                                                                       | Lorenzo Bandini      | 2   | 3   | NC  |     | 6   | 6    | Ret | Ret |     | 12      |
| 10                                                                                      | Ludovico Scarfiotti  |     |     |     |     |     | Ret  | 1   |     |     | 9       |
| 11                                                                                      | Richie Ginther       | Ret | 5   |     |     |     |      | Ret | Ret | 4   | 5       |
| 12                                                                                      | Dan Gurney           |     | NC  | 5   | Ret | Ret | 7    | Ret | Ret | 5   | 4       |
| =                                                                                       | Mike Spence          | Ret | Ret | Ret | Ret | 5   | Ret  | 5   | Ret | DNS | 4       |
| 14                                                                                      | Bob Bondurant        | 4   | Ret |     | 9   |     | Ret  | 7   | DSQ | Ret | 3       |
| =                                                                                       | Jo Siffert           | Ret | Ret | Ret | NC  | Ret |      | Ret | 4   | Ret | 3       |
| =                                                                                       | Bruce McLaren        | Ret | DNS |     | 6   | DNS |      |     | 5   | Ret | 3       |
| 17                                                                                      | Peter Arundell       |     | DNS | Ret | Ret | Ret | 12   | 8   | 6   | 7   | 1       |
| =                                                                                       | Jo Bonnier           | NC  | Ret | NC  | Ret | 7   | Ret  | Ret | NC  | 6   | 1       |
| =                                                                                       | Bob Anderson         | Ret |     | 7   | NC  | Ret | Ret  | 6   |     |     | 1       |
| =                                                                                       | John Taylor          |     |     | 6   | 8   | 8   | Ret  |     |     |     | 1       |
| NC                                                                                      | Chris Irwin          |     |     |     | 7   |     |      |     |     |     | 0       |
| NC                                                                                      | Ronnie Bucknum       |     |     |     |     |     |      |     | Ret | 8   | 0       |
| NC                                                                                      | Chris Amon           |     |     | 8   |     |     |      | DNQ |     |     | 0       |
| NC                                                                                      | Guy Ligier           | NC  | NC  | NC  | 10  | 9   | DNS  |     |     |     | 0       |
| NC                                                                                      | Geki                 |     |     |     |     |     |      | 9   |     |     | 0       |
| NC                                                                                      | Chris Lawrence       |     |     |     | 11  |     | Ret  |     |     |     | 0       |
| NC                                                                                      | Giancarlo Baghetti   |     |     |     |     |     |      | NC  |     |     | 0       |
| NC                                                                                      | Pedro Rodríguez      |     |     | Ret |     |     | Ret1 |     | Ret | Ret | 0       |
| NC                                                                                      | Innes Ireland        |     |     |     |     |     |      |     | Ret | Ret | 0       |
| NC                                                                                      | Trevor Taylor        |     |     |     | Ret |     |      |     |     |     | 0       |
| NC                                                                                      | Moisés Solana        |     |     |     |     |     |      |     |     | Ret | 0       |
| NC                                                                                      | Phil Hill            | DNS | Ret |     |     |     |      | DNQ |     |     | 0       |
| NC                                                                                      | Vic Wilson           |     | DNS |     |     |     |      |     |     |     | 0       |
| Pilotos no elegibles para obtener puntos de F1 por competir con monoplazas de Fórmula 2 |                      |     |     |     |     |     |      |     |     |     |         |
| NC                                                                                      | Jean-Pierre Beltoise |     |     |     |     |     | 8    |     |     |     |         |
| NC                                                                                      | Hubert Hahne         |     |     |     |     |     | 9    |     |     |     |         |
| NC                                                                                      | Jo Schlesser         |     |     |     |     |     | 10   |     |     |     |         |
| NC                                                                                      | Hans Herrmann        |     |     |     |     |     | 11   |     |     |     |         |
| NC                                                                                      | Piers Courage        |     |     |     |     |     | Ret  |     |     |     |         |
| NC                                                                                      | Alan Rees            |     |     |     |     |     | Ret  |     |     |     |         |
| NC                                                                                      | Kurt Ahrens, Jr.     |     |     |     |     |     | Ret  |     |     |     |         |
| NC                                                                                      | Jacky Ickx           |     |     |     |     |     | Ret  |     |     |     |         |
| NC                                                                                      | Silvio Moser         |     |     |     |     |     | DNS  |     |     |     |         |
| NC                                                                                      | Gerhard Mitter       |     |     |     |     |     | DNS  |     |     |     |         |
| Pos.                                                                                    | Piloto               | MON | BEL | FRA | GBR | NED | GER  | ITA | USA | MEX | Puntos  |

| Color      | Resultado                          |
| ---------- | ---------------------------------- |
| Oro        | Ganador                            |
| Plata      | 2.º puesto                         |
| Bronce     | 3.er puesto                        |
| Verde      | Finalizó en los puntos             |
| Azul       | Finalizó sin puntos                |
| Azul       | NC - No clasificado                |
| Violeta    | Ret - No terminó                   |
| Rojo       | DNQ - No se clasificó              |
| Rojo       | DNPQ - No se preclasificó          |
| Negro      | DSQ - Descalificado                |
| Blanco     | DNS - No empezó                    |
| Blanco     | WD - Retirado                      |
| Blanco     | C - Carrera cancelada              |
| Azul claro | TD - Entrenamientos libres (2003-) |
| Sin color  | DNP - Inscrito, pero no participó  |
| Sin color  | INJ - Inscrito, pero lesionado     |
| Sin color  | EX - Excluido                      |

| Estado  | Resultado                                                                             |
| ------- | ------------------------------------------------------------------------------------- |
| Negrita | Pole position                                                                         |
| Cursiva | Vuelta rápida                                                                         |
| 1-8     | Posiciones puntuables de clasificación sprint (2021-)                                 |
| †       | No acabó el Gran Premio, pero fue clasificado ya que completó el porcentaje necesario |
| ‡       | Monoplaza compartido                                                                  |
| ~       | Se otorgó la mitad de puntos ya que no se cumplió con el 75% de la carrera            |
| ≠       | No obtuvo puntos ya que era piloto invitado                                           |
| F2      | Inscrito para carrera de Fórmula 2, no sumaba puntos                                  |

#### Leyenda adicional
- Las puntuaciones sin paréntesis corresponden al cómputo oficial del Campeonato
  - La suma de la puntuación únicamente de los 6 mejores resultados del Campeonato, sin tener en cuenta los puntos que se hubieran obtenido en el resto de carreras.
- Las puntuaciones (entre paréntesis) corresponden al cómputo total de puntos obtenidos
  - La suma de la puntuación de todos los resultados del Campeonato, incluyendo los puntos obtenidos en carreras que no son computados para la clasificación final.

### Estadísticas del Campeonato de Pilotos
| Pos. | Piloto              | N.º | Victorias | Podios | Poles | Vueltas rápidas | Vueltas lideradas | Puntos  |
| ---- | ------------------- | --- | --------- | ------ | ----- | --------------- | ----------------- | ------- |
| 1    | Jack Brabham        | 5   | 4         | 5      | 3     | 1               | 192               | 42 (45) |
| 2    | John Surtees        | 7   | 2         | 4      | 2     | 3               | 82                | 28      |
| 3    | Jochen Rindt        | 8   |           | 3      |       |                 | 20                | 22 (24) |
| 4    | Denny Hulme         | 6   |           | 4      |       | 1               |                   | 18      |
| 5    | Graham Hill         | 3   |           | 3      |       |                 |                   | 17      |
| 6    | Jim Clark           | 1   | 1         | 2      | 2     |                 | 102               | 16      |
| 7    | Jackie Stewart      | 4   | 1         | 1      |       |                 | 86                | 14      |
| 8    | Mike Parkes         | 4   |           | 2      | 1     |                 | 7                 | 12      |
| =    | Lorenzo Bandini     | 9   |           | 2      | 1     | 2               | 57                | 12      |
| 10   | Ludovico Scarfiotti | 6   | 1         | 1      |       | 1               | 55                | 9       |
| 11   | Richie Ginther      | 12  |           |        |       | 1               | 1                 | 5       |
| 12   | Mike Spence         | 18  |           |        |       |                 |                   | 4       |
| =    | Dan Gurney          | 15  |           |        |       |                 |                   | 4       |
| 14   | Jo Siffert          | 19  |           |        |       |                 |                   | 3       |
| =    | Bruce McLaren       | 17  |           |        |       |                 |                   | 3       |
| =    | Bob Bondurant       | 16  |           |        |       |                 |                   | 3       |
| 17   | Peter Arundell      | 2   |           |        |       |                 |                   | 1       |
| =    | Bob Anderson        | 40  |           |        |       |                 |                   | 1       |
| =    | Jo Bonnier          | 22  |           |        |       |                 |                   | 1       |
| =    | John Taylor         | 16  |           |        |       |                 |                   | 1       |
| NC   | Phil Hill           | 34  |           |        |       |                 |                   |         |
| NC   | Pedro Rodríguez     | 11  |           |        |       |                 |                   |         |
| NC   | Moises Solana       | 18  |           |        |       |                 |                   |         |
| NC   | Ronnie Bucknum      | 14  |           |        |       |                 |                   |         |
| NC   | Trevor Taylor       | 12  |           |        |       |                 |                   |         |
| NC   | Guy Ligier          | 36  |           |        |       |                 |                   |         |
| NC   | Chris Amon          | 8   |           |        |       |                 |                   |         |
| NC   | Giancarlo Baghetti  | 44  |           |        |       |                 |                   |         |
| NC   | Geki                | 20  |           |        |       |                 |                   |         |
| NC   | Chris Lawrence      | 20  |           |        |       |                 |                   |         |
| NC   | Chris Irwin         | 7   |           |        |       |                 |                   |         |
| NC   | Innes Ireland       | 10  |           |        |       |                 |                   |         |

### Campeonato de Constructores
| Pos. | Manufacturer        | MON | BEL | FRA | GBR | NED | GER | ITA | USA | MEX | Puntos  |
| ---- | ------------------- | --- | --- | --- | --- | --- | --- | --- | --- | --- | ------- |
| 1    | Brabham-Repco       | Ret | (4) | 1   | 1   | 1   | 1   | (3) | Ret | 2   | 42 (49) |
| 2    | Ferrari             | 2   | 1   | 2   |     | 6   | (6) | 1   | Ret |     | 31 (32) |
| 3    | Cooper-Maserati     | NC  | 2   | 4   | (5) | 7   | 2   | (4) | 2   | 1   | 30 (35) |
| 4    | BRM                 | 1   | Ret | Ret | 3   | 2   | 4   | 7   | Ret | Ret | 22      |
| 5    | Lotus-BRM           | Ret | Ret | Ret | Ret | 5   | 12  | 5   | 1   | 7   | 13      |
| 6    | Lotus-Climax        | Ret | Ret | Ret | 4   | 3   | Ret | 9   | 6   |     | 8       |
| 7    | Eagle-Climax        |     | NC  | 5   | Ret | Ret | 7   | DNQ | DSQ | 5   | 4       |
| 8    | Honda               |     |     |     |     |     |     | Ret | NC  | 4   | 3       |
| 9    | McLaren-Ford        | Ret | Ret |     |     |     |     |     | 5   | Ret | 2       |
| 10   | Brabham-Climax      | Ret | Ret | 7   | 7   | Ret | Ret | 6   |     |     | 1       |
| =    | Brabham-BRM         | Ret |     | 6   | 8   | 8   | Ret | DNQ |     |     | 1       |
| =    | McLaren-Serenissima |     | DNS |     | 6   | DNS |     |     |     |     | 1       |
| NC   | Cooper-Ferrari      |     |     |     | 11  |     | Ret |     |     |     | 0       |
| NC   | Eagle-Weslake       |     |     |     |     |     |     | Ret | Ret | Ret | 0       |
| NC   | Shannon-Climax      |     |     |     | Ret |     |     |     |     |     | 0       |
| Pos. | Manufacturer        | MON | BEL | FRA | GBR | NED | GER | ITA | USA | MEX | Puntos  |

Leyenda adicional
- En negrita, los 5 mejores resultados computables para el Campeonato de Constructores
- Entre (paréntesis), el cómputo total de puntos obtenidos

## Carreras fuera del campeonato
En 1966 se realizaron cuatro carreras de Fórmula 1 no puntuables para el campeonato mundial.
| Carrera                   | Circuito    | Fecha            | Piloto ganador | Constructor ganador | Resultados |
| ------------------------- | ----------- | ---------------- | -------------- | ------------------- | ---------- |
| Gran Premio de Sudáfrica  | East London | 1 de enero       | Mike Spence    | Lotus-Climax        | Resultados |
| Gran Premio de Siracusa   | Siracusa    | 1 de mayo        | John Surtees   | Ferrari             | Resultados |
| BRDC International Trophy | Silverstone | 14 de mayo       | Jack Brabham   | Brabham-Repco       | Resultados |
| International Gold Cup    | Oulton Park | 17 de septiembre | Jack Brabham   | Brabham-Repco       | Resultados |